# Xyris erosa
Xyris erosa là một loài thực vật hạt kín trong họ Hoàng đầu. Loài này được Lock miêu tả khoa học đầu tiên năm 1998.